# Liste der Biografien/Fischer, A
Liste der Biografien |
Portal Biografien |
A Personensuche
# |
A |
B |
C |
D |
E |
F |
G |
H |
I |
J |
K |
L |
M |
N |
O |
P |
Q |
R |
S |
T |
U |
V |
W |
X |
Y |
Z |
?
 
Fa |
Fe |
Ff |
Fh |
Fi |
Fj |
Fk |
Fl |
Fm |
Fn |
Fo |
Fr |
Ft |
Fu |
Fy
 
Fia |
Fib |
Fic |
Fid |
Fie |
Fif |
Fig |
Fih |
Fii |
Fij |
Fik |
Fil |
Fim |
Fin |
Fio |
Fip |
Fiq |
Fir |
Fis |
Fit |
Fiu |
Fiv |
Fix |
Fiz
 
Fisa |
Fisb |
Fisc |
Fise |
Fish |
Fisi |
Fisk |
Fisl |
Fism |
Fiso |
Fisq |
Fiss |
Fist |
Fisu |
Fisz
 
Fisce |
Fisch |
Fiscu
 
Fischa |
Fischb |
Fischd |
Fische |
Fischg |
Fischh |
Fischi |
Fischl |
Fischm |
Fischn |
Fischo |
Fischt
 
Fisched |
Fischel |
Fischen |
Fischer |
Fischet
 
Fischer, A |
Fischer, B |
Fischer, C |
Fischer, D |
Fischer, E |
Fischer, F |
Fischer, G |
Fischer, H |
Fischer, I |
Fischer, J |
Fischer, K |
Fischer, L |
Fischer, M |
Fischer, N |
Fischer, O |
Fischer, P |
Fischer, R |
Fischer, S |
Fischer, T |
Fischer, U |
Fischer, V |
Fischer, W |
Fischer, X |
Fischer, Y |
Fischer, Z |
Fischera |
Fischerk |
Fischerm |
Fischern |
Fischero
Die Liste der Biografien führt alle Personen auf, die in der deutschsprachigen Wikipedia einen Artikel haben. Dieses ist eine Teilliste mit 89 Einträgen von Personen, deren Namen mit den Buchstaben „Fischer, A“ beginnt.

## Fischer, A

### Fischer, Ad
- Fischer, Ádám (* 1949), ungarischer DirigentÁdám Fischer (* 1949)

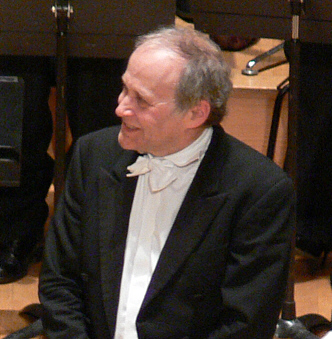
Ádám Fischer (* 1949)

- Fischer, Adi († 1949), deutscher Eishockey- und Hockeyspieler
- Fischer, Adolf (1807–1893), Schweizer Politiker und Offizier
- Fischer, Adolf (1856–1914), österreichischer Kunstsammler, Schauspieler und Theaterintendant
- Fischer, Adolf (1856–1908), österreichischer Maler und Schriftsteller
- Fischer, Adolf (1893–1947), deutscher Generalmajor
- Fischer, Adolf (1900–1984), deutscher Schauspieler und Produktionsleiter
- Fischer, Adolf (1925–1995), deutscher Genealoge
- Fischer, Adolph (1858–1887), Anarchist und Gewerkschaftler
- Fischer, Adolph Johannes (1885–1936), österreichischer Maler und Schriftsteller

### Fischer, Al
- Fischer, Alain (* 1949), französischer Mediziner
- Fischer, Albert (1829–1896), deutscher evangelischer Pfarrer und Hymnologe
- Fischer, Albert (1830–1913), österreichischer Pädagoge
- Fischer, Albert (1872–1960), deutscher Theaterwissenschaftler, Schauspieler sowie Intendant
- Fischer, Albert (1878–1948), deutscher Opernsänger (Bariton)
- Fischer, Albert (1883–1952), deutscher Politiker (KPD), MdL
- Fischer, Albert (1940–2003), deutscher Kunstmaler und Restaurator
- Fischer, Albrecht (1877–1965), deutscher Baurat
- Fischer, Albrecht (1937–2023), deutscher Zoologe und Entwicklungsbiologe
- Fischer, Albrecht (* 1950), deutscher Politiker (CDU), MdL
- Fischer, Alexander (1903–1981), deutscher Bildhauer
- Fischer, Alexander (1933–1995), deutscher Historiker und Hochschullehrer
- Fischer, Alexander (* 1944), russischer Jazz-Trompeter
- Fischer, Alexander (* 1963), deutscher Politiker (SPD), Bürgermeister von Höxter
- Fischer, Alexander (* 1974), deutscher Politiker (Die Linke) und Staatssekretär
- Fischer, Alfons (1873–1936), deutscher Mediziner, Sozialhygieniker und Gesundheitspolitiker
- Fischer, Alfred (1879–1939), deutscher Sänger (Bariton)
- Fischer, Alfred (1881–1950), deutscher Architekt und Architekturlehrer
- Fischer, Alfred (1919–2004), deutscher Richter am Bundesverwaltungsgericht
- Fischer, Alfred G. (1920–2017), US-amerikanischer Geologe
- Fischer, Alois (1796–1883), österreichischer Politiker, Jurist und Beamter
- Fischer, Alois (1881–1945), österreichischer Politiker (CSP/VF), Landtagspräsident
- Fischer, Alois (1902–2003), deutscher Pädagoge, Philosoph und Theologe
- Fischer, Aloisia (* 1954), österreichische Politikerin (ÖVP), Mitglied des Bundesrates
- Fischer, Aloys (1880–1937), deutscher Pädagoge

### Fischer, An
- Fischer, Andrea, deutsche Radrennfahrerin
- Fischer, Andrea (* 1960), deutsche Politikerin (Bündnis 90/Die Grünen), MdBAndrea Fischer (* 1960)

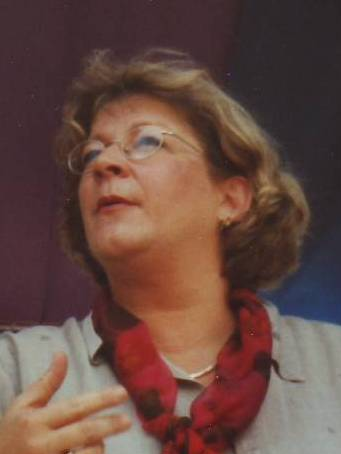
Andrea Fischer (* 1960)

- Fischer, Andrea (* 1961), deutsche Politikerin (CDU)
- Fischer, Andrea (* 1973), österreichische Glaziologin
- Fischer, Andreas, deutscher Täufer und Sabbatianer
- Fischer, Andreas (1938–1993), deutscher Fußballspieler
- Fischer, Andreas (* 1947), Schweizer Anglist
- Fischer, Andreas (1955–2019), deutscher Wirtschaftspädagoge und Hochschullehrer
- Fischer, Andreas (* 1961), deutscher Filmemacher und Fotograf
- Fischer, Andreas (* 1964), deutscher Fußballspieler und -trainer
- Fischer, Andreas (* 1966), deutscher Dirigent und Kirchenmusiker
- Fischer, Andreas (* 1966), deutscher Politiker (FDP), MdL
- Fischer, Andreas (* 1974), deutscher Historiker
- Fischer, Andreas (* 1977), Schweizer Politiker (Grüne)
- Fischer, Andreas (* 1991), österreichischer Fußballspieler
- Fischer, Andreas Jacob (1789–1860), deutscher Apotheker
- Fischer, Andrzej (1952–2018), polnischer Fußballtorhüter
- Fischer, Angelika (* 1947), deutsche Fotografin
- Fischer, Anna (* 1897), Schweizer Mathematikerin
- Fischer, Anna (* 1971), deutsche Opern-, Operetten-, Lied-, Konzert- und Oratoriensängerin (Alt/Mezzosopran)
- Fischer, Anna (* 1981), deutsche Chemikerin und Professorin an der Universität Freiburg
- Fischer, Anna (* 1986), deutsche Schauspielerin und SängerinAnna Fischer (* 1986)

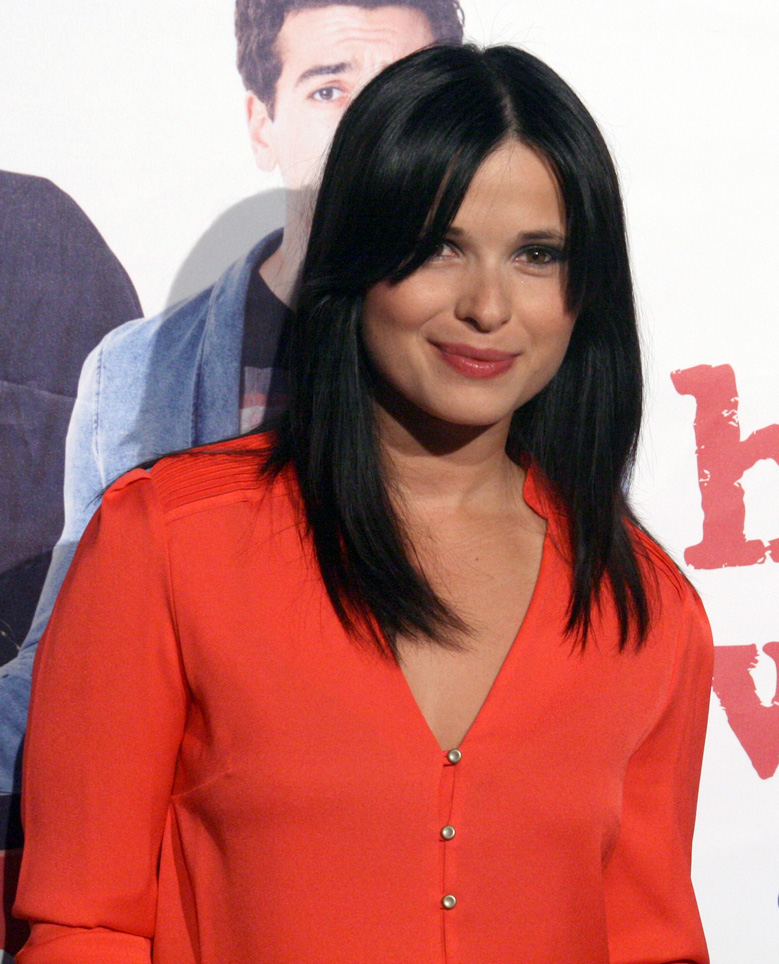
Anna Fischer (* 1986)

- Fischer, Anna (* 1997), deutsche Politikerin (Die Linke)
- Fischer, Anna Klara (1887–1967), deutsche Sozialpolitikerin und Frauenrechtlerin
- Fischer, Anneliese (1925–2020), deutsche Politikerin (CSU), MdL
- Fischer, Annie (1914–1995), ungarische Pianistin
- Fischer, Anton (1812–1902), österreichischer Stahlwarenfabrikant
- Fischer, Anton (1840–1906), deutscher Tierarzt, württembergischer Schultheiß (1865‒1873) und Stadtschultheiß (1873‒1906)
- Fischer, Anton (1840–1912), Erzbischof des Erzbistums Köln
- Fischer, Anton (1876–1956), Verwaltungsaktuar, Stadtschultheiß und Bürgermeister von Schelklingen, Bürgermeister von Schmiechen
- Fischer, Anton (1924–2011), deutscher Kaufmann und Sportfunktionär
- Fischer, Anton (* 1954), deutscher Bobfahrer
- Fischer, Anton von (1792–1877), bayerischer Regierungsbeamter, zuletzt Staatsrat
- Fischer, Antonio (* 1996), deutscher Fußballspieler
- Fischer, Anya (* 1975), deutsche Schauspielerin

### Fischer, Ar
- Fischer, Aria (* 1999), US-amerikanische Wasserballspielerin
- Fischer, Arno (1898–1982), deutscher Politiker (NSDAP) und SA-Führer
- Fischer, Arno (1927–2011), deutscher Fotograf
- Fischer, Arnold (1898–1972), deutscher Reichstagsabgeordneter (NSDAP), MdR
- Fischer, Arthur (1872–1948), deutscher Maler
- Fischer, Arthur (1942–2021), deutscher Psychologe
- Fischer, Artur (1919–2016), deutscher Erfinder und Unternehmer
- Fischer, Arwed von (1825–1897), preußischer General der Infanterie

### Fischer, Au
- Fischer, August (1798–1865), deutscher Opernsänger (Bass, Bariton)
- Fischer, August (1805–1866), deutscher Bildhauer und Medailleur
- Fischer, August (1825–1887), deutscher römisch-katholischer Geistlicher
- Fischer, August (1863–1916), deutscher Jurist, Bezirksamtmann, Ministerialrat, Landtagsabgeordneter und Museumsgründer
- Fischer, August (1865–1949), deutscher Orientalist
- Fischer, August (1868–1940), deutscher Apotheker und Erfinder
- Fischer, August (1890–1962), deutscher Politiker (FDP), MdL
- Fischer, August (1901–1986), deutscher Kommunalpolitiker, Bürgermeister von Kempten

### Fischer, Ax
- Fischer, Axel (* 1961), deutscher Fußballspieler
- Fischer, Axel (* 1966), deutscher Politiker (CDU), MdBAxel Fischer (* 1966)

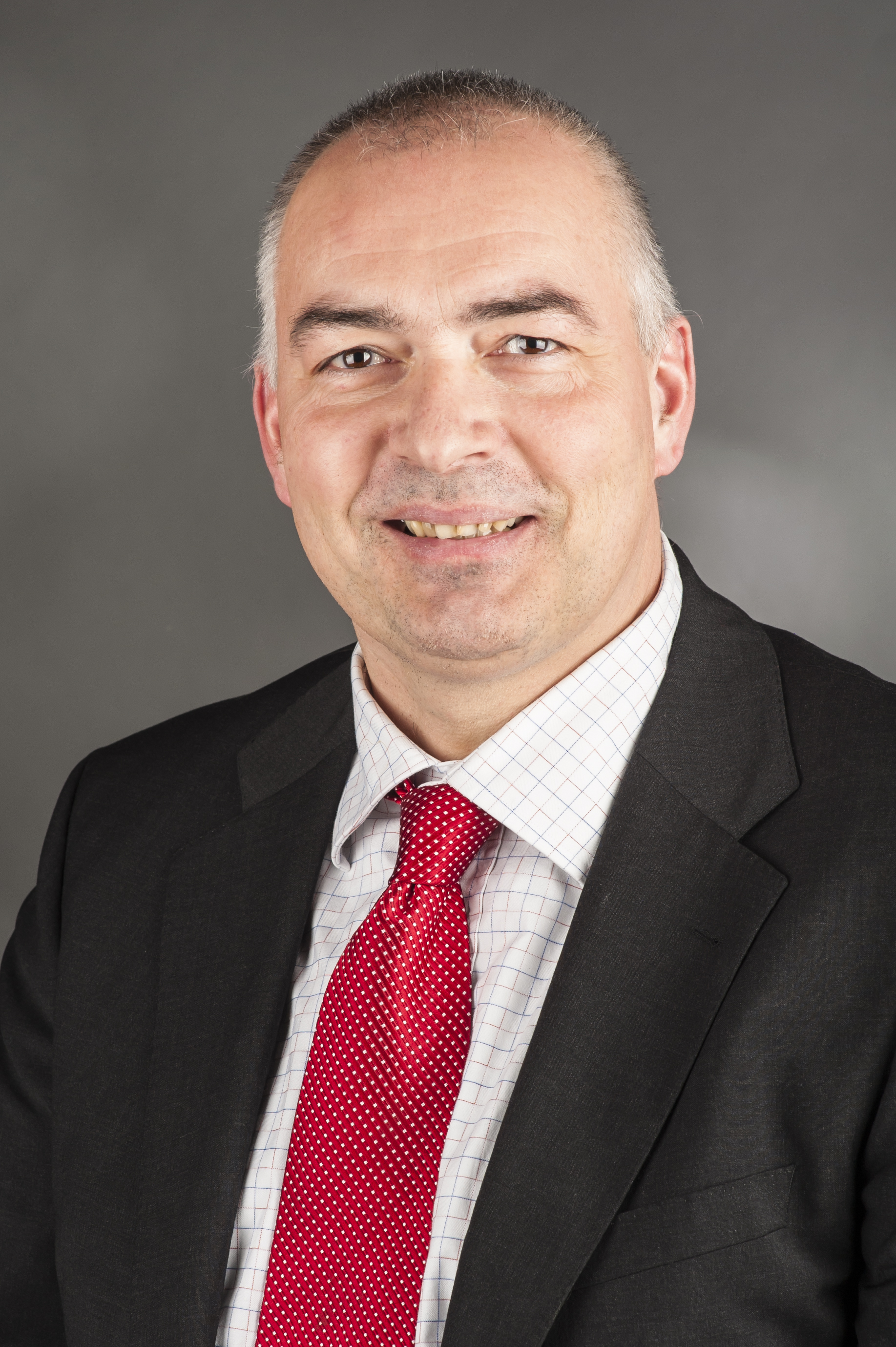
Axel Fischer (* 1966)

- Fischer, Axel (* 1981), deutscher Partyschlagersänger und Schauspieler